# Albert Struik
Albert Samuel Abraham Struik (auch A.S.A. Struik; 23. März 1926 in Deventer – 5. Juli 2006 in Amsterdam) war ein niederländischer Buchsammler vor allem von Büchern mit Verlagseinbänden aus der Zeit 1880 bis 1940.
Struik studierte Wirtschaftswissenschaft in Amsterdam. Er arbeitete als Verleger bei Samsom, Alphen aan den Rijn und spezialisierte sich auf dokumentarische Publikationen.
Er begann bereits 1955 Bücher industrieller Buchproduktion zu sammeln. Er erkannte, dass der Einband und der Schutzumschlag ein wesentlicher Bestandteil eines Buches sind. Das Sammeln von Verlagseinbänden war ein ungewöhnliches Sammelgebiet, es gab weltweit nur sehr wenige Sammler dieser Art von Büchern.
1973 erschien Het Boek als nieuwe Kunst. 1892–1903. Een studie in Art Nouveau des Buchhistorikers Ernst Braches. Angeregt dadurch begann Struik seine Sammlung genauer zu dokumentieren, was allerdings angesichts der Datenlage in diesem Bereich der Buchgeschichte recht schwierig war. Er erfasste Daten zum Einband, zu Typografie, von Vignetten und Monogrammen und versuchte Zuordnungen zu Designern und Herstellerfirmen herzustellen. Er beschrieb so ca. 11000 Bände.
Vor seinem Tod im Jahr 2006 hinterließ er 8000 Bände seiner Sammlung der Universität Amsterdam. Die anderen 3000 gingen an das Buchmuseum Meermanno-Westreenianum in Den Haag.